# Jeremy Renner
Jeremy Lee Renner (n. 7 ianuarie 1971) este un actor, cântăreț, muzician și fost make-up artist american.

## Filmografie

### Film
| An   | Titlu                                                      | Rol                                | Note               |
| ---- | ---------------------------------------------------------- | ---------------------------------- | ------------------ |
| 1995 | National Lampoon's Senior Trip                             | Dags                               |                    |
| 1996 | Paper Dragons                                              |                                    | Uncredited         |
| 2001 | Fish in a Barrel                                           | Remy                               |                    |
| 2002 | Dahmer                                                     | Jeffrey Dahmer                     |                    |
| 2002 | Monkey Love                                                | Dil                                |                    |
| 2003 | S.W.A.T.                                                   | Brian Gamble                       |                    |
| 2004 | The Heart Is Deceitful Above All Things                    | Emerson                            |                    |
| 2005 | A Little Trip to Heaven                                    | Fred                               |                    |
| 2005 | North Country                                              | Bobby Sharp                        |                    |
| 2005 | 12 and Holding                                             | Gus Maitland                       |                    |
| 2005 | Neo Ned                                                    | Ned                                |                    |
| 2005 | Lords of Dogtown                                           | Jay Adams Manager                  | Uncredited         |
| 2006 | Love Comes to the Executioner                              | Chick Prigusivac                   |                    |
| 2007 | The Assassination of Jesse James by the Coward Robert Ford | Wood Hite                          |                    |
| 2007 | 28 Weeks Later                                             | Sergeant Doyle                     |                    |
| 2007 | Take                                                       | Saul                               |                    |
| 2008 | The Hurt Locker                                            | Sergeant First Class William James |                    |
| 2008 | Ingenious                                                  | Sam                                | aka "Lightbulb"    |
| 2010 | The Town                                                   | James "Jem" Coughlin               |                    |
| 2011 | Thor                                                       | Clint Barton/Hawkeye               | Cameo (necreditat) |
| 2011 | Mission: Impossible – Ghost Protocol                       | William Brandt                     |                    |
| 2012 | The Avengers                                               | Clint Barton/Hawkeye               |                    |
| 2012 | The Bourne Legacy                                          | Aaron Cross/Kenneth J. Kitsom      |                    |
| 2013 | Hansel & Gretel: Witch Hunters                             | Hansel                             |                    |
| 2013 | The Immigrant                                              | Orlando the Magician               |                    |
| 2013 | American Hustle                                            | Carmine Polito                     |                    |
| 2014 | Kill the Messenger                                         | Gary Webb                          | Post-Production    |
| 2015 | Bourne 5                                                   | Aaron Cross/Kenneth J. Kitsom      | Pre-production     |
| 2015 | Avengers: Age of Ultron                                    | Clint Barton/Hawkeye               |                    |
| 2019 | Avengers: Endgame                                          | Clint Barton/Hawkeye               |                    |

### Televiziune
| An   | Titlu                          | Rol                                        | Note                                   |
| ---- | ------------------------------ | ------------------------------------------ | -------------------------------------- |
| 1995 | Deadly Games                   | Tod                                        | Episode: "Boss"                        |
| 1996 | Strange Luck                   | Jojo Picard                                | Episode: "Blinded by the Son"          |
| 1996 | A Friend's Betrayal            | Simon                                      | TV movie                               |
| 1997 | A Nightmare Come True          | Steven Zarn                                | TV movie                               |
| 1999 | Zoe, Duncan, Jack & Jane       | Jack                                       | Pilot episode                          |
| 1999 | The Net                        | Ted Nida                                   | Episode: "Chem Lab"                    |
| 1999 | Time of Your Life              | Taylor                                     | Episode: "The Time the Truth Was Told" |
| 2000 | Angel                          | Penn                                       | Episode: "Somnambulist"                |
| 2001 | CSI: Crime Scene Investigation | Roger Jennings                             | Episode: "Alter Boys"                  |
| 2002 | The It Factor                  | Himself                                    |                                        |
| 2007 | House                          | Jimmy Quidd                                | Episode: "Games"                       |
| 2008 | The Oaks                       | Dan                                        | Pilot episode                          |
| 2009 | The Unusuals                   | Detective Jason Walsh                      | 10 episodes                            |
| 2011 | Robot Chicken                  | Sergeant First Class William James (voice) | Episode "Fool's Goldfinger"            |
| 2012 | Saturday Night Live            | Host                                       | Episode: "Jeremy Renner/Maroon 5"      |